# 紐敦 (加利福尼亞州埃爾多拉多縣)
紐敦（英語：Newtown）是位於美國加利福尼亞州埃爾多拉多縣的一個非建制地區。該地的面積和人口皆未知。

## 地理
紐敦的座標為38°02′16″N 120°40′45″W / 38.03778°N 120.67917°W，而該地的平均海拔高度為746米（即2447英尺）。